# San Paolo dei Greci

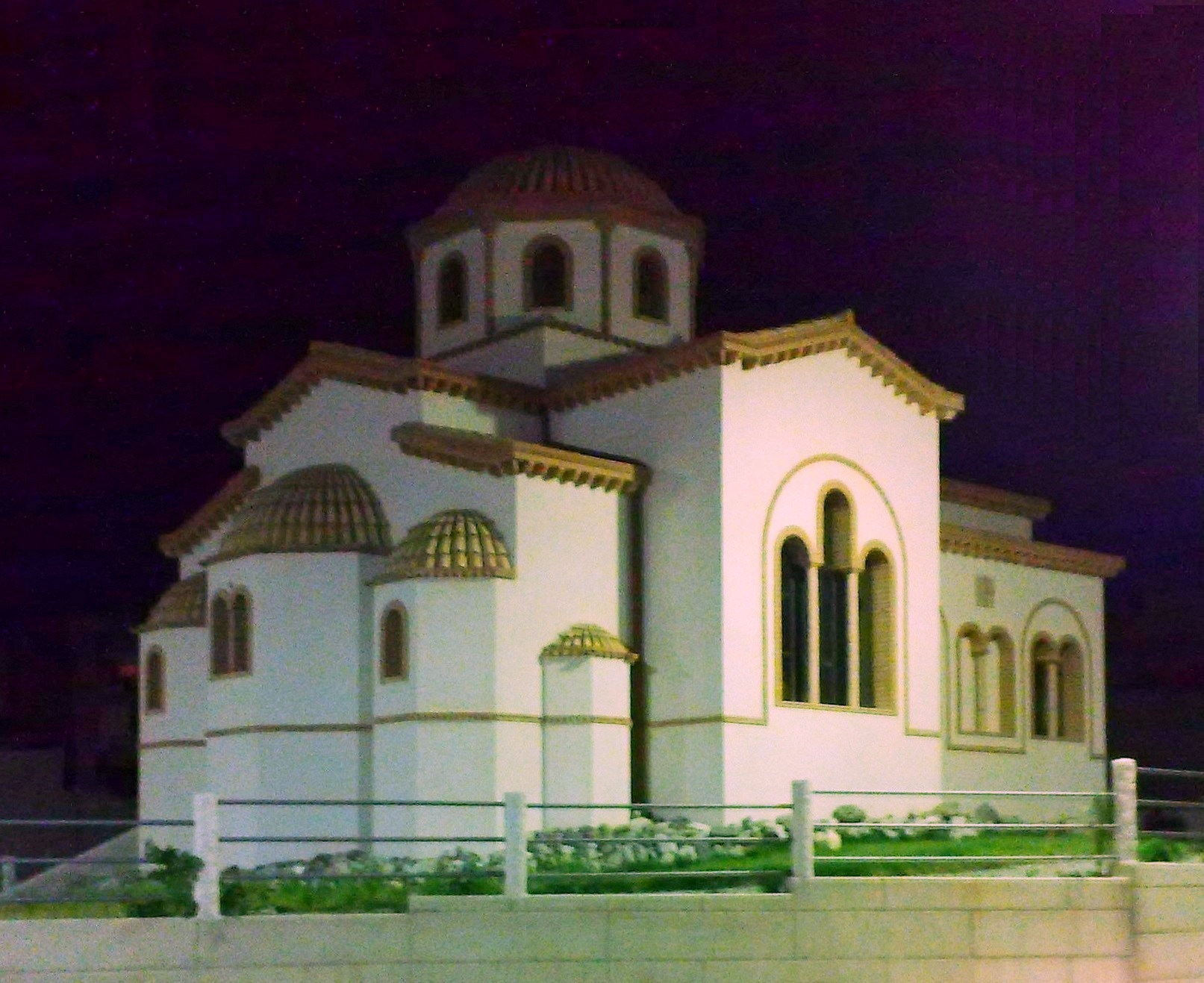
Chiesa di San Paolo dei greci, Reggio Calabria

Die Chiesa di San Paolo dei Greci (dt.: „Kirche von Sankt Paulus der Griechen“) ist eine orthodoxe Kirche in Reggio Calabria, die zur Erzdiözese Italien und Malta des Ökumenisches Patriarchats von Konstantinopel gehört. Sie befindet sich am Vico Sant’Anna im Stadtviertel Sbarre.

## Geschichte
Anlässlich einer Pilgerfahrt im Mai 2008, die dem Gedenken an das Erdbeben von 1908 gewidmet war, kam eine Pilgergruppe nach Reggio Calabria, wo sie auch die Kirche Sant’Elia Speleota besuchte, zu dieser Zeit eher eine bröckelnde Baracke in der Via Sott’Argine am Fiumara Calopinace. Die Reisegesellschaft, allesamt gelehrte Laien und Mitglieder der Associazione greca spirituale e filantropica „Santa Trinità“ aus Kalabrien und geführt von orthodoxen Mönchen aus dem Kloster Paraklitos in Oropos, war erschüttert vom Zustand des Gotteshauses, an einem Ort, an dem der Apostel Paulus auf seinem Weg von Syrakus nach Rom Station gemacht haben soll, und es entstand der Wunsch der Mönche, von der Stadtverwaltung die Erlaubnis zu erwerben, auf eigene Kosten einen angemessenen Gottesdienstraum zu erbauen, um den Bedürfnissen der orthodoxen Gläubigen von Reggio Calabria gerecht zu werden, deren Gemeinde in den letzten Jahren stark gewachsen war. Die Grundsteinlegung erfolgte im September 2009 in einer Feier, die von Metropolit Gennadios, dem orthodoxen Erzbischof von Italien und Malta, geleitet wurde. Zu dieser Zeit bestand schon seit zehn Jahren eine orthodoxe Gemeinde in Reggio Calabria. Die Kirche wurde im September 2010 eingeweiht und für die Öffentlichkeit zugänglich gemacht.

## Architektur
Die Kirche ist die erste orthodoxe Kirche, die seit Jahrhunderten wieder in Reggio Calabria erbaut wurde. Ihr diente die Chiesa di Sant’Antonio il Grande di Archi als Vorbild, die noch vor der Ankunft der Normannen erbaut worden war.
Die Architektur ist typisch für eine orthodoxe Kirche: Sie hat einen rechteckigen Grundriss, abgeschrägte Dächer und eine zentrale Kuppel über dem Mittelschiff sowie einige kleinere Halbkreis-Kuppeln als Wandabschlüsse und doppel- und dreiteilige Fenster. Der Grundriss der Kirche repräsentiert ein Griechisches Kreuz und hat drei Schiffe, die in den Chor führen, der für die Priester vorbehalten ist. Eine hohe Ikonostase trennt den Kirchenraum vom Allerheiligsten des Altarraumes.